# Sidalcea hartwegii
Sidalcea hartwegii är en malvaväxtart som beskrevs av Asa Gray och George Bentham. Sidalcea hartwegii ingår i släktet axmalvor, och familjen malvaväxter. Inga underarter finns listade i Catalogue of Life.